# Секвенциона стратиграфија
Секвенциона стратиграфија је релативно нова грана геологије, у оквиру које се покушава направити подела седимената једног седиментационог басена у неколико скала и објаснити свака јединица са аспекта њеног настанка - контроле нивоа мора и количине седимената. Суштина методе је картирање слојева, које је базирано на идентификацији слојних површи за које се сматра да представљају временске границе (тј. дискорданце, површи максималног нивоа воде) и на тај начин поставља стратиграфију у хроностратиграфски смисао. Секвенциона стратиграфија је добра алтернатива литостратиграфском приступу, којом се повећава сличност аспеката стена, уместо временског значаја. Лоша ствар код ове методе је та што се не може тестирати и што није једнозначна када се говори о геометрији слојева.
Део „секвенциона“ у називу ове методе односи се на цикличне седиментне наслаге. Термин стратиграфија се односи на геолошку дисциплину која изучава процесе током којих се формирају седименти и како се они мењају временски и просторно на Земљиној површи.